# Мимрик Михайло Романович
Миха́йло Рома́нович Мимрик (нар. 18 вересня 1977) — видатний український саксофоніст, педагог , професор, кандидат мистецтвознавства, Заслужений артист України(2016), Народний артист України (2024). Почесний професор Хеншуйського Університету. Проректор з виховної, творчої роботи та міжнародних зв’язків НМАУ ім. П.І. Чайковського.

## Біографія
Народився в селі Перемилів Гусятинського району Тернопільської області. Закінчив Тернопільське музичне училище (1995), Національну музичну академію України ім. П. І. Чайковського (1999, клас Ю. Василевича) та аспірантуру (2002, клас В. Апатського). Упродовж 1999—2000 років навчався в магістратурі Віденської академії музики (клас професора 0. Врговніка). 
В 1999 р. -  Дипломант Першого міжнародного конкурсу саксофоністів ім.О.Глазунова (диплом, м. Москва, Росія 1999 р.)
В 2000 р. - "Sposa nots" ( 2 премія, м.Рига, Латвія);  "Сурми" ( 1 премія, м. Рівне, Україна);  "Selmer - Paris" (3 премія, м. Київ);
З 2001 р. — викладач кафедри духових та ударних інструментів НМАУ ім. П. І. Чайковського та КССМШ ім. М. В. Лисенка.
З 2010 р.- доцент, який не має вченого звання доцента кафедри дерев'яних духових інструментів НМАУ ім. П.І. Чайковського;
У 2013 р. присвоєно наукову ступінь кандидата мистецтвознавства;
У 2015 р. присвоєно вчене звання доцента;
У 2016 р. присвоєно почесне звання Заслужений артист України;
З 2016 р. - Декан оркестрового факультету НМАУ ім.П.І.Чайковського.
У 2018 р. балотується на посаду ректора НМАУ.
З 2018 – проректор з виховної, творчої роботи та міжнародних зв’язків НМАУ ім. П.І. Чайковського.
У 2024р. присвоєно почесне звання Народний артист України;
З 2002 р. — артист Квартету саксофоністів Національної філармонії України, у складі якого виконував прем'єри творів Г. Гаврилець, К. Цепколенко, В. Губаренка, В. Рунчака та інших, гастролював у Німеччині, Греції, Канаді, Польщі, Угорщині, Франції, Австрії, Бельгії, Словенії, Білорусі, Росії, Чехії, Італії та ін. країнах.
Автор низки наукових статей з питань виконавства на саксофоні. 
 Співавтор робочої програми "Спеціальний клас саксофона".
Член журі міжнародних конкурсів виконавців на духових інструментах «Мистецтво XXI століття» (м. Ворзель, Україна), Конкурс виконавців на дерев'яних духових інструментах ім. Д. Біди (м. Львів, Україна), Інструментального конкурсу ім. Є. Станковича (м. Київ, Україна), «Christmas light» (м. Вежпрем, Угорщина), «International forum musical pedagogy» (м. Відень, Австрія).
Пропагандист і виконавець багатьох музичних творів, котрі були написані спеціально для Київського квартету саксофоністів українськими композиторами: Л.Колодуб, Ж. Колодуб, А.Гаврилець, В.Шумейко, К.Цепколенко, В.Губаренко, В.Рунчак, О. Потієнко, І.Кириліною, Ю.Іщенко, О.Козаренко, Ю.Бабенко та з іноземними композиторами:  Г.Дмітрієвим, Д.Смірновим (Росія), Д.Гоу (Англія), Ж. Єранімюсом (Франція),Г.Флемінгом (Норвегія) та ін...
Проводив майстер - класи, семінари та відкриті уроки в музичних закладах України - Львові, Тернополі, Хмельницькому, Житомирі,  Івано-Франківську, Вінниці, Кривому Розі, Харкові, Одесі.
Гастролював у багатьох країнах світу: Німеччині, Греції, Канаді, Польщі, Угорщині, Франції, Австрії, Бельгії, Словенії, Білорусії, Росії, Чехії, Італії та ін...
Виховав близько 50 лауреатів Всеукраїнських та Міжнародних конкурсів включаючи стипендіатів Національного фонду "Україна - дітям" та Міжнародного благодійного фонду В. Співакова: (О.Мазанюк, Б.Кравчук, В.Кушнарьов, О.Балашов, О.Базел, М.Майструк, Б.Шумейко, В.Бабій, Д.Джелілов, Т.Богоніс, Х.Пірковська, Р.Фотуйма, Ю.Брошель, О.Гудима, А. Голоднюк, І.Васячкін, С.Онищук, Л.Кушнір, Сунь Цзянь, Цзо Чуань, Є.Зіненко, С.Нідзельський, М. Чередніченко, П.Барабащук, Х.Лецин, Р.Мимрик, Ю.Карпіш та інші. Більшість випускників М.Мимрика працюють закордоном.

## Нагороди
Лауреат міжнародних конкурсів:
- «Sposa nots» (II премія, м. Рига, Латвія);
- «Сурми» (І премія, м. Рівне, Україна);
- «Selmer Paris» (III премія, м. Київ, Україна);
- Перший міжнародний конкурс саксофоністів ім. О. Глазунова (диплом, м. Москва, Росія, 1999 р.)
- Заслужений артист України (2016)[2]
- Відзнака «За багаторічну плідну працю в галузі культури»
- Почесна Відзнака «За досягнення в розвитку культури і мистецтв»
- Орден Архистратига Михаїла (2023)
- Нагороджений Грамотою Верховної Ради України «За заслуги перед українським народом» (2024)
- Народний артист України (2024)[3]
- Орден Святого рівноапостольного князя Володимира Великого (УПЦ КП) І ступінь  (2024)